# Spathosternum pygmaeum
Spathosternum pygmaeum är en insektsart som beskrevs av Karsch 1893. Spathosternum pygmaeum ingår i släktet Spathosternum och familjen gräshoppor. Inga underarter finns listade i Catalogue of Life.

## Bildgalleri

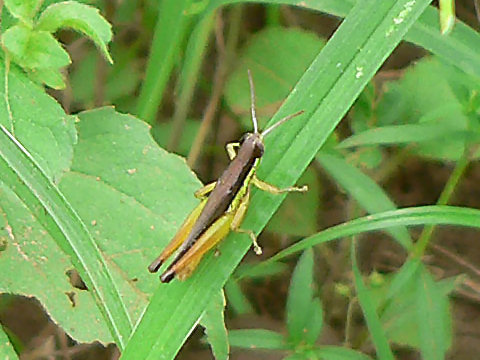